# Cryptoblepharus australis
Cryptoblepharus australis (центральноавстралійський змієокий сцинк) — вид сцинкоподібних ящірок родини сцинкових (Scincidae). Ендемік Австралії.

## Поширення і екологія
Центральноавстралійські змієокі сцинки широко поширені у посушливих внутрішніх районах Австралії, від центральних районів Західної Австралії через південь Північної Території і північ Південної Австралії до півленного заходу Квінсленду, заходу Нового Південного Уельсу і північного заходу Вікторії. Вони живуть в пустелях, серед скель, трапляються на деревах і стінах будівель. Живляться комахами, відкладають яйця.